# 国民議会 (フランス)
国民議会（こくみんぎかい、フランス語: Assemblée nationale）は、フランス国会の議院のひとつ。下院に相当し、元老院とともに両院制の国会を構成する。
名称は、フランス革命期の国民議会（フランス語: Assemblée nationale）に由来する。
元老院がリュクサンブール宮殿を議事堂としているのに対し、国民議会はブルボン宮殿を議事堂としている。

## 権限
フランスの二院制は、日本や英国、米国などと異なり、ひとつの議会を構成する議院ではなく、それぞれが独立した議会である。国民議会に優先権があり、元老院は主に諮問機構として機能している。
国民議会のみが有する権限
- 政府の信任・不信任の手続き

国民議会が元老院に優越する権限
- 予算法案の審議権
- 両院不一致の場合における最終議決権（憲法改正を除く）

## 概要
総定数は577名。フランス本土から539名、海外県・海外領土から27名、在外フランス人から11名が選出される。2008年7月21日の国会制度改革案の成立により、在外フランス人向けの議席が設けられることになった。
選挙制度は1区1人選出の小選挙区制で、有効得票の50%超（2分の1）かつ登録有権者の25%以上（4分の1）の得票を得た候補がいない場合において、登録有権者の12.5%（全体の8分の1）以上の得票を得た候補による決選投票を行なう2回投票制（Two-round system）が導入されている。
1区あたりの人口はおよそ11万人である。2022年時点で、海外の選挙区を除くと一番人口の多い選挙区（オート＝ガロンヌ県第 2 選挙区・163,019人）と少ない選挙区（オート＝アルプ県第 2 選挙区・64,199人）で2.5倍以上の格差がある。
大統領は1年に一回まで議会を解散でき、2024年6月10日までに6回の解散が行われている。最新の議会解散は2024年6月9日にエマニュエル・マクロン大統領によって行われた。

## 会派
15名以上の議員が署名を付した政策綱領を提出することで会派の結成が認められる。2008年の憲法改正とこれに伴う制度改革により、野党会派および与党少数会派は発言時間等について固有の権利を保障されることになった。
2024年9月20日時点の会派名および議席数は以下の通り。なお会派の準構成員には協同議員（apparentés）の身分が与えられ、会派別議席数を算出する場面では正規所属議員と同様に扱われる。
|      |      |                                              |        |        |        |                                    |
|      | 略称 | 会派名                                       | 議席数 | 議席数 | 議席数 | 構成党派                           |
| 所属 | 略称 | 会派名                                       | 協同   | 合計   |        | 構成党派                           |
|      | RN   | 国民連合グループ                             | 123    | 3      | 126    | 国民連合など                       |
|      | RE   | 共和国のための団結グループ                   | 84     | 12     | 96     | 再生など                           |
|      | FI   | 不服従のフランスグループ                     | 71     | 1      | 72     | 不服従のフランスなど               |
|      | SOC  | 社会党グループ                               | 62     | 4      | 66     | 社会党など                         |
|      | LR   | 共和党右派グループ                           | 41     | 6      | 47     | 共和党など                         |
|      | ECO  | エコロジストグループ                         | 38     | 0      | 38     | ヨーロッパ・エコロジー＝緑の党など |
|      | DEM  | 民主主義者グループ                           | 35     | 1      | 36     | 民主運動など                       |
|      | HOR  | 地平線および無所属グループ                   | 28     | 5      | 33     | 地平線など                         |
|      | LIOT | 自由主義者・無所属および海外領土選出グループ | 22     | 0      | 22     | 左翼急進党など                     |
|      | GDR  | 民主左派・共和グループ                       | 17     | 0      | 17     | フランス共産党など                 |
|      | UDR  | UDRグループ                                  | 16     | 0      | 16     | 共和党など                         |
|      | NI   | 無所属                                       | –      | –      | 8      | –                                  |

## 役職

### 歴代議長
| 代 | 氏名                         | 所属政党                                  | 着任日        | 退任日        |
| -- | ---------------------------- | ----------------------------------------- | ------------- | ------------- |
| 1  | ジャック・シャバン＝デルマス | 新共和国連合（UNR） 共和国民主連合（UDR） | 1958年12月9日 | 1969年6月20日 |
| 2  | アシル・プレッティ           | 共和国民主連合（UDR）                     | 1969年6月25日 | 1973年4月1日  |
| 3  | エドガール・フォール         | 共和国民主連合（UDR） 共和国連合（RPR）   | 1973年4月2日  | 1978年4月2日  |
| 4  | ジャック・シャバン＝デルマス | 共和国連合（RPR）                         | 1978年4月3日  | 1981年5月21日 |
| 5  | ルイ・メルマズ               | 社会党（PS）                              | 1981年7月2日  | 1986年4月1日  |
| 6  | ジャック・シャバン＝デルマス | 共和国連合（RPR）                         | 1986年4月2日  | 1988年6月12日 |
| 7  | ローラン・ファビウス         | 社会党（PS）                              | 1988年6月23日 | 1992年1月21日 |
| 8  | アンリ・エマニュエリ         | 社会党（PS）                              | 1992年1月22日 | 1993年4月1日  |
| 9  | フィリップ・セガン           | 共和国連合（RPR）                         | 1993年4月2日  | 1997年4月21日 |
| 10 | ローラン・ファビウス         | 社会党（PS）                              | 1997年6月12日 | 2000年3月27日 |
| 11 | レイモン・フォルニ           | 社会党（PS）                              | 2000年3月27日 | 2002年6月18日 |
| 12 | ジャン・ルイ・ドブレ         | 国民運動連合（UMP）                       | 2002年6月25日 | 2007年3月4日  |
| 13 | パトリック・オリエール       | 国民運動連合（UMP）                       | 2007年3月7日  | 2007年6月19日 |
| 14 | ベルナール・アコワイエ       | 国民運動連合（UMP）                       | 2007年6月26日 | 2012年6月19日 |
| 15 | クロード・バルトローヌ       | 社会党（PS）                              | 2012年6月26日 | 2017年6月20日 |
| 16 | フランソワ・ド・ルジー       | 共和国前進（REM）                         | 2017年6月27日 | 2018年9月4日  |
| 17 | リチャード・フェラン         | 共和国前進（REM）                         | 2018年9月12日 | 2022年6月21日 |
| 18 | ヤエル・ブラウン＝ピヴェ     | 共和国前進（REM）                         | 2022年6月22日 | -             |

### 副議長
1. クレマンス・ゲッテ（国際関係担当、不服従のフランスグループ所属、ヴァル＝ド＝マルヌ県1区選出）
2. ナイマ・ムチュ（透明性・利益団体代表担当、地平線・無所属グループ所属、ヴァル＝ドワーズ県9区選出）
3. ナデージュ・アボマンゴリ（通信・出版担当、不服従のフランスグループ所属、セーヌ＝サン＝ドニ県4区選出）
4. グザヴィエ・ブレトン（議員関連法規適用担当、共和党グループ所属、アン県6区選出）
5. ローラン・レスキュール（研究グループ担当、再生グループ所属、海外領土1区選出）
6. 欠員（芸術・文化遺産担当）